# شركة فلور
شركة فلور هي شركة هندسية وإنشاءات أمريكية متعددة الجنسيات يقع مقرها الرئيسي في إيرفينغ، تكساس. وهي شركة قابضة تقدم خدماتها من خلال الشركات التابعة لها في المجالات التالية: النفط والغاز، والصناعة والبنية التحتية، والحكومة والطاقة. إنها أكبر شركة هندسة وإنشاءات في تصنيفات فورتشين 500 وهي مدرجة في المرتبة 164 في الترتيب العام.
تأسست فلور في عام 1912 على يد جون سيمون فلور كشركة فلور للإنشاءات. نمت بسرعة، في الغالب من خلال بناء مصافي النفط وخطوط الأنابيب وغيرها من المرافق لصناعة النفط والغاز، في البداية في كاليفورنيا، ثم في الشرق الأوسط والعالم. في أواخر الستينيات، بدأت في التنويع في التنقيب عن النفط وتعدين الفحم والمواد الخام الأخرى مثل الرصاص. أدى الركود العالمي في صناعة النفط والغاز والخسائر الناتجة عن عمليات التعدين إلى إعادة الهيكلة وتسريح العمال في الثمانينيات. باعت فلور عملياتها النفطية ونوعت أعمالها الإنشائية إلى نطاق أوسع من الخدمات والصناعات.
في التسعينيات، قدمت فلور خدمات جديدة مثل تأجير المعدات والتوظيف. أصبحت مشاريع تنظيف النفايات النووية والأعمال البيئية الأخرى جزءًا كبيرًا من عائدات فلور. قامت الشركة أيضًا بتنفيذ مشاريع متعلقة بمشروع مانهاتن، وإعادة البناء بعد حرب العراق، والتعافي من إعصار كاترينا وبناء نظام خط أنابيب عبر ألاسكا.

## تاريخ الشركة

### التاريخ المبكر

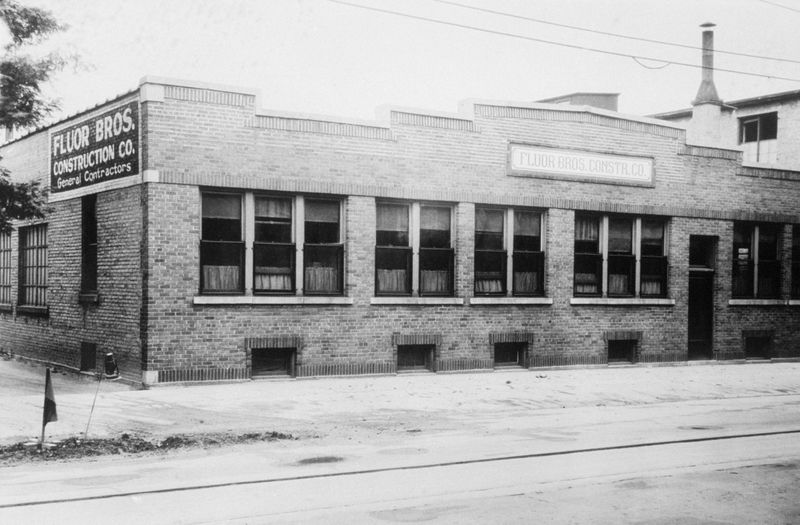
المقر الرئيسي لشركة فلور بروس للإنشاءات في أوائل القرن العشرينالتاريخ الحديث

سلف شركة فلور، رودولف فلور وإخوانه، تأسست عام 1890 على يد جون سيمون فلور وشقيقيه في أوشكوش، ويسكونسن كمنشار ومصنع ورق. تولى جون فلور منصب رئيسها وساهم بمبلغ 100 دولار في مدخرات شخصية للمساعدة في بدء العمل. تم تغيير اسم الشركة إلى شركة فلور بروس للإنشاءات في عام 1903.
في عام 1912 انتقل جون فلور إلى سانتا آنا بكاليفورنيا لأسباب صحية دون إخوته وأسس شركة فلور من مرآبه تحت اسم شركة فلور للإنشاءات. بحلول عام 1924، حققت الشركة إيرادات سنوية قدرها 100000 دولار (1.36 مليون دولار في عام 2013) و 100 موظف. قام جون فلور بتفويض معظم عمليات الشركة إلى ولديه بيتر وسيمون فلور. تم استثمار رأس مال قدره 100000 دولار في ذلك العام وتم دمجه. عمل الابن الأكبر لجون، بيتر كرئيس للمبيعات ونما الشركة إلى 1.5 مليون دولار (20.4 مليون دولار في 2013 دولار) في الإيرادات بحلول عام 1929. في عام 1929 أعيد تأسيس الشركة لتصبح شركة فلور. بحلول الثلاثينيات من القرن الماضي، كان لشركة فلور عمليات في أوروبا والشرق الأوسط وأستراليا. تراجعت الأعمال بسرعة خلال فترة الكساد الكبير، لكنها عادت مرة أخرى خلال الحرب العالمية الثانية. خلال الحرب، صنعت فلور المطاط الصناعي وكانت مسؤولة عن جزء كبير من إنتاج البنزين عالي الأوكتان في الولايات المتحدة. تم إنشاء قسم الغاز والبنزين التابع لشركة فلور في هيوستن عام 1948.
تم نقل المقر الرئيسي لشركة فلور إلى ألهامبرا، إحدى ضواحي لوس أنجلوس الداخلي، في عام 1940 من أجل أن تكون أقرب إلى عملائها في مجال النفط والغاز، قبل أن تنتقل مرة أخرى إلى مقاطعة أورانج، كاليفورنيا في الستينيات بسبب مخاوف بشأن تكلفة المعيشة وحركة المرور. توفي جون سايمون فلور عام 1944. وخلفه ابنه بيتر فلور، الذي توفي بعد ثلاث سنوات. تبع بيتر شيرلي ميسيرف (1947) ودونالد دارنيل (1949)، ثم جون سيمون«سي» فلور جونيور في عام 1952 وجيه روبرت (بوب) فلور في عام 1962. تم إدراج «فلور» في بورصة نيويورك في الخمسينيات من القرن الماضي. في عام 1961، استحوذت فلور على حصة في شركة البناء والتصميم والمقاولات ويليام جيه موران.

### التنويع وإعادة الهيكلة
قامت فلور بتنويع أعمالها على نطاق أوسع في عام 1967، عندما تم دمج خمس شركات في قسم يسمى كورال دريلينج وبدأت نشاطًا للتنقيب عن النفط في المياه العميقة في هيوستن يسمى تقنية الزيت العميق. كما أنشأت شركة خدمات فلور أوشن في هيوستن عام 1968 واكتسبت مصلحة في عمليات أخرى للوقود الأحفوري في السبعينيات. استحوذت فلور على شركة إنشاءات ، شركة بايك الأمريكية والقسم الهندسي لشريكها السابق في أستراليا ، يوتا للإنشاءات. في عام 1972، اشترت فلور أرضًا في إيرفين بكاليفورنيا وبدأت في بناء مقرها الجديد عليها في العام التالي، تم توحيد عمليات الشركة في مجال النفط والغاز تحت كيان جديد، شركة فلور للنفط والغاز.
في عام 1977، استحوذت فلور على شركة دانيال الدولية. أصبحت أعمال فلور في الغالب دولية، في حين أن أعمال البناء الخاصة بشركة دانيال إنترناشونال التي تبلغ قيمتها مليار دولار كانت محلية في الغالب. سمح الاستحواذ للشركة باستخدام نقابة العمال في فلور، أو العمال غير النقابيين في دانيال، لكل عميل. استحوذت فلور على 2.9 مليار دولار أمريكي في عملية تعدين الزنك والذهب والرصاص والفحم، سانت جو مينيرالز، في عام 1981 بعد منافسة عطاءات للأعمال التجارية مع سيجرام.
بحلول الثمانينيات، كان العمل الأساسي لشركة فلور هو بناء المصافي الكبيرة ومصانع البتروكيماويات وخطوط أنابيب النفط ومنشآت أخرى لصناعة الغاز والنفط، خاصة في الشرق الأوسط. بحلول عام 1981، نما عدد موظفي فلور إلى 29000 وزادت الإيرادات والتراكم والأرباح بأكثر من 30 بالمائة عن العام السابق. ومع ذلك، بحلول عام 1984، تسببت عملية التعدين في خسائر فادحة وكانت صناعة النفط والغاز التي تخدمها شركة فلور في حالة ركود عالمي بسبب انخفاض أسعار النفط. من عام 1981 إلى عام 1984، ارتفع حجم الأعمال المتأخرة على فلور من 16 مليار دولار إلى 4 مليارات دولار. في عام 1985 سجلت خسائر قدرها 633 مليون دولار. تولى ديفيد تابان منصب بوب فلور كرئيس تنفيذي في عام 1984 بعد وفاة بوب بسبب السرطان وقاد عملية إعادة هيكلة صعبة.
باعت الشركة 750 مليون دولار من الأصول، بما في ذلك المقر الرئيسي لشركة فلور في إيرفين، من أجل سداد ديون بقيمة مليار دولار. تم تخفيض عدد الموظفين من 32000 إلى 14000. في عام 1986، باعت فلور جميع أصولها النفطية وبعض عمليات تعدين الذهب. تم دمج شركة فلور إنجينيرز ودانيال إنترناشيونال، لتشكيل فلور دانيال. بحلول عام 1987، عادت فلور إلى الربحية بأرباح بلغت 26.6 مليون دولار و 108.5 مليون دولار بحلول عام 1989. بحلول نهاية إعادة الهيكلة، كان لدى فلور ثلاثة أقسام رئيسية: فلور دانيال، فلور كونستراكشن إنترناشونال وسانت جو مينيرالز كورب. كان لكل قسم شركات فرعية أصغر. بدأت شركة أخبار الهندسة في تسمية فلور كأكبر شركة إنشاءات وهندسة في الولايات المتحدة. انتعشت عائدات فلور الدولية. بعد تأجيل تقاعده لمساعدة فلور، تنحى تابان في نهاية عام 1989 وحل محله ليزلي ماكرو.

### التاريخ الحديث
أثناء إعادة الهيكلة، تم تنويع أعمال فلور الإنشائية والهندسية الأساسية إلى 30 صناعة بما في ذلك الصناعات الغذائية ومصنعي الورق والسجون وغيرها لتقليل تعرضها لتغيرات السوق في سوق النفط والغاز. في التسعينيات، حاولت الشركة تغيير صورتها، واصفةً نفسها بأنها شركة «خدمات فنية متنوعة». بدأت في تقديم تأجير المعدات، وخدمات التوظيف، والتمويل لمشاريع البناء. بدأت الشركة في تقديم خدمات تنظيف البيئة ومكافحة التلوث، والتي نمت إلى نصف أعمالها الجديدة بحلول عام 1992. نمت أعمال التعدين في فلور من 300 مليون دولار في عام 1990 إلى مليار دولار في عام 1994. أصدرت الحكومة الأمريكية لوائح بيئية في عام 1995 أدت إلى نمو أعمال شركة ماسي للفحم، لأن لديها احتياطيات كبيرة من الفحم منخفض الكبريت. في عام 1992، باعت فلور ملكيتها لشركة دو تشغيل، أكبر منتج للرصاص المكرر في العالم، والتي كانت تخسر المال في ذلك الوقت بسبب انخفاض أسعار الرصاص. بحلول عام 1993، بلغت عائدات فلور 4.17 مليار دولار ويعمل بها 22000 موظف.
في عام 1997، انخفضت عائدات شركة فلور بنسبة 50% تقريبًا، ويرجع ذلك جزئيًا إلى الأزمة المالية الآسيوية وانخفاض الأعمال التجارية الخارجية. بالإضافة إلى ذلك، فقد تكبدت خسائر من مشروع محطة طاقة تجاوزت ميزانيتها في رابغ، المملكة العربية السعودية. كانت فلور مقاول من الباطن لشركة جنرال إلكتريك للمشروع. رفعت الشركات التابعة لشركة فلور دعوى قضائية ضد شركة جنرال إلكتريك مدعية أنها أساءت تفسير تعقيد المشروع. على الرغم من انخفاض الإيرادات بشكل أكبر في العام التالي، كانت الأرباح تتزايد. في عام 1999، تم تسريح ما يقرب من 5000 عامل من فلور دانيال وتم إغلاق 15 مكتبًا. تمت إعادة هيكلة فلور دانيال إلى أربع مجموعات أعمال: شركة هندسة وإنشاءات تدعى فلور دانيال؛ قسم تأجير المعدات والتوظيف والاتصالات السلكية واللاسلكية يسمى خدمات فلور العالمية؛ شركة تعدين الفحم. شركة ماسي للفحم وقسم إداري ودعم يسمى خدمات فلور سيجنيتشر.
في يناير 1998، استقال مكرو (63 عامًا) بعد تشخيص إصابته بسرطان المثانة وحل محله الرئيس السابق لشركة شل للنفط، فيليب جيه كارول. في نفس العام، اشترت مجموعة تكنولوجيا المعلومات حصة 54% في فلور دانيال جي تي آي، قسم فلور البيئي، مقابل 36.3 مليون دولار. بعد ذلك بعامين، بدأت عملية تعدين الفحم تحت إشراف إيه تي. تم نسج اسم شركة ماسي للفحم (جزء من سانت جو) في أعمالها التجارية الخاصة. في عام 2001، تم دمج الشركات الأربعة الرئيسية التابعة لشركة فلور في شركة فلور واحدة. في عام 2002، تم تعيين آلان بوكمان في منصب الرئيس التنفيذي، وتبعه ديفيد سيتون في عام 2011. في عام 2005، تم نقل المقر الرئيسي لشركة فلور إلى منطقة لاس كوليناس في إيرفينغ، تكساس.
في ديسمبر 2015، أعلنت فلور أنها ستستحوذ على شركة الخدمات الصناعية الهولندية ستورك. تم الاستحواذ على هذه الشركة، التي تعدل وتحافظ على محطات الطاقة الكبيرة، في مارس 2016، في شراء أسهم بقيمة 755 مليون دولار.
في مايو 2019، استقال ديفيد سيتون من منصب الرئيس التنفيذي وحل محله كارلوس هيرنانديز، الذي انضم إلى الشركة في عام 2007.

## منظمة
احتلت فلور المرتبة 164 في قائمة فورتشين 500 شركة لعام 2019. لديها مكاتب في 25 دولة. تقع العديد من عمليات فلور بالقرب من الموارد الطبيعية، مثل اليورانيوم في كندا، واحتياطيات النفط في الشرق الأوسط، والمناجم في أستراليا. حوالي 30 بالمائة من عائدات فلور موجودة في الولايات المتحدة اعتبارًا من عام 2011. تمتلك عائلة فلور 3.5 في المائة من الشركة، بينما يمتلك الموظفون ستة في المائة من خلال برنامج تقاسم الأرباح.
يضم مجلس إدارة فلور 12 «عضوًا مستقلاً» والرئيس التنفيذي. ينتخب المديرون المستقلون مديرًا مستقلاً رئيسيًا كل ثلاث سنوات يعمل كحلقة وصل مع الرئيس التنفيذي. كل عضو مستقل عضو في لجنتين أو أكثر من أربع لجان: التدقيق، والتنفيذي، والحوكمة، والتنظيم والتعويض. يخدم أعضاء مجلس الإدارة لمدة ثلاث سنوات ويتم انتخابهم من قبل المساهمين. يتم انتخاب مسؤولي الشركات، مثل الرئيس التنفيذي، كل عام عن طريق تصويت مجلس الإدارة.
حصل فلور على التصنيف "A" في دراسة مكافحة الفساد لعام 2012 الصادرة عن منظمة الشفافية الدولية. تستضيف الشركة دورات تدريبية عبر الإنترنت وشخصية بشأن مكافحة الفساد للموظفين وتدير خطًا ساخنًا للأخلاقيات. ساعد الرئيس التنفيذي السابق ألان بوكمان في إنشاء مبادرة الشراكة ضد الفساد، حيث توافق الشركات على مجموعة من المبادئ الأخلاقية. أفاد تحليل SWOT لشركة خط السوق أن عمل فلور البيئي «يعزز صورة العلامة التجارية للشركة»، في حين أن النزاعات القانونية الطويلة والتي لا يمكن التنبؤ بها في كثير من الأحيان «تشوه صورة العلامة التجارية للشركة وستضعف ثقة العملاء».
وفقًا لصحيفة لوس أنجلوس تايمز، فلور هي «شركة مواطنة رئيسية» تدعم الجمعيات الخيرية والمجموعات المدنية المحلية. بدأت مؤسسة فلور لعملها الخيري في عام 1952 وفلور كيرز في عام 2010. بدأت الشركة أكبر برنامج تدريب مهني برعاية صاحب العمل في كاليفورنيا ببرنامج مدته أربع سنوات للمصممين في عام 1982. تدير فلور كلية افتراضية للموظفين تسمى جامعة فلور.

## خدمات
فلور هي شركة قابضة تقدم الخدمات من خلال الشركات التابعة لها. تقدم الشركات التابعة لها خدمات الهندسة والمشتريات والبناء والصيانة وإدارة المشاريع. كما طورت الشركة منتجات مكافحة التلوث ، مثل مجموعة إيكونامين الخاصة بمنتجات احتجاز الكربون. وفقًا لتقرير فلور السنوي لعام 2014، فإن 67 بالمائة من الأعمال المتأخرة ناتجة عن صناعة النفط والغاز. وفقًا لموقع الشركة على الويب، يشمل عمل فلور تصميم وبناء محطات الطاقة ومصانع البتروكيماويات ومنشآت التعدين والطرق والجسور والمباني الحكومية ومرافق التصنيع. كما تقوم الشركة بإجراء التنظيف النووي، وخدمات أخرى.
يتم توفير فرق منفصلة من الخبراء وموظفي المشتريات ومديري المشاريع والعاملين للمشاريع الكبيرة التي يدعمها طاقم إداري مركزي. قامت فلور بتدريب أكثر من 100،000 عامل حرفي في إندونيسيا والفلبين وكوريا وباكستان والكويت ودول أخرى، حيث لم تكن المهارات العمالية المطلوبة متوفرة محليًا. وقد يخدم العملاء أيضًا من خلال مشروع مشترك مع شركة إنشاءات أخرى عند الحاجة إلى بنية تحتية محلية أو خبرة متخصصة.
استحوذت فلور على أسهم شركة جينينتيك في عام 1981 واشترت حصة بنسبة 10 في المائة في منشأة صهر ومصفاة في جريسيك بإندونيسيا في عام 1995 مقابل 550 مليون دولار. في عام 1994، استثمرت 650 مليون دولار مع صندوق استثمار الطاقة مجموعة بيكون لتمويل مشاريع الطاقة. تمتلك فلور أيضًا مصلحة أغلبية في نوسكيل الطاقة، التي تطور نوعًا جديدًا من المفاعلات النووية بقدرة 45 ميغاواط يُسمى المفاعل المعياري الصغير.

## مشاريع بارزة
كانت أولى مشاريع فلور في بناء الطرق وتصحيحها، ولكن بحلول عشرينيات القرن الماضي، اشتهرت ببناء المرافق العامة والمجمعات الصناعية وخدمة صناعة النفط والغاز في كاليفورنيا. بدأت في بناء مرافق تصنيع المكاتب والعدادات لشركة غاز جنوب كاليفورنيا في عام 1915، بالإضافة إلى محطة ضاغط لشركة تزويد الوقود الصناعي في عام 1919. قامت فلور ببناء أول «برج بوذا» في عام 1921 في سيغنال هيل، كاليفورنيا، لصالح شركة تزويد الوقود الصناعي. كان برج بوذا عبارة عن تصميم لبرج تبريد بالمياه سمي على اسم معابد بوذا التي تشبهها. في العام التالي، تم منح فلور عقدًا من قبل ريتشفيلد أويل لبناء مصنع بنزين بسعة 10000 جالون يوميًا.
ضد رغبة والده، قام بيتر فلور بتوسيع أعمال فلور خارج كاليفورنيا في الثلاثينيات. قامت ببناء مصافي تكرير في تكساس، فضلاً عن خطوط أنابيب النفط ومحطات الضغط من بادهاندل، تكساس، إلى إنديانابوليس، إنديانا، لشركة خطوط الأنابيب الشرقية بانهاندل. شيدت فلور إسكونديدا في تشيلي، وهو ثاني أكبر منجم للنحاس في العالم. في عام 1942، شيدت فلور أبراج تبريد ومنشآت أخرى في هانفورد، كاليفونيا، لمشروع مانهاتن. قامت بتوسيع مطار الظهران في المملكة العربية السعودية للجيش الأمريكي في الخمسينيات وقبلت أول مشروع دولي لها لشركة أرامكو في الشرق الأوسط.
في الستينيات والسبعينيات من القرن الماضي، قامت فلور ببناء أول معمل لتكرير الهيدروجين بالكامل في الكويت وأول محطة طاقة بحرية حصرية لشركة أتلانتيك ريتشفيلد. كما قامت ببناء مضخات وموانئ لنظام خطوط الأنابيب عبر ألاسكا، الذي قطع 800 ميل من شمال ألاسكا إلى فالديز، ألاسكا، وأكبر منشأة بحرية في العالم للغاز الطبيعي في جزيرة جاوة في إندونيسيا. في عام 1976، حصلت على مشروع بقيمة 5 مليارات دولار لشركة أرامكو في المملكة العربية السعودية، لتصميم مرافق لالتقاط الغاز الحمضي، الذي يطرد من آبار النفط كنفايات، من أجل تكريره إلى وقود. في نفس العام تم إلغاء منجم للنحاس والكوبالت مكتمل جزئيًا في إفريقيا بسبب الحرب في المنطقة المجاورة لأنغولا وانخفاض أسعار النحاس. في عام 1979، كان لدى فلور 13 مشروعًا لبناء محطات طاقة بالولايات المتحدة وخدم أكثر من نصف شركات النفط المملوكة للحكومة في العالم.
تعمل فلور على تنظيف وإغلاق محطات الطاقة الذرية في أوهايو وواشنطن منذ التسعينيات. في عام 1992، فازت فلور بعقد مع وزارة الطاقة الأمريكية لتنظيف النفايات النووية. بحلول عام 1996، كان هانفورد هو أكثر المواقع النووية تلوثًا في الولايات المتحدة، وكانت وزارة الطاقة الأمريكية تقوم بتنظيف الموقع بما يتراوح بين 50 مليار دولار و 60 مليار دولار. حلت شركة فلور هانفورد محل شركة وستنجهاوس هانفورد في المشروع. بعد انفجار كيماوي في عام 1997، رفع 11 عاملاً دعوى قضائية زعموا أنهم حرموا من الرعاية الطبية المناسبة ومعدات الحماية. اختلف فلور والعمال حول ما إذا كان الانفجار قد أسفر عن أية إصابات. في عام 2005، فرضت وزارة الطاقة الأمريكية غرامة على شركة فلور لانتهاكها السلامة وفي نفس العام منحت هيئة المحلفين 4.7 مليون دولار كتعويضات لـ 11 عامل تركيب أنابيب زعموا أنهم أطلقوا النار عليهم بعد أن اشتكوا من أن صمامًا تم تقييمه بـ 1.975 جنيهًا لكل بوصة تستخدم حيث كانت هناك حاجة إلى 2235.
قامت فلور ببناء فندق وكازينو علاء الدين في لاس فيجاس عام 2001 مقابل 1.4 مليار دولار. في عام 2004، حصلت الشركة على مشروع بقيمة 1.1 مليار دولار مع الرابطة الدولية لقياس وتقييم الاتصالات للمساعدة في إعادة بناء البنية التحتية للمياه والطاقة والبنية التحتية المدنية في العراق بعد حرب العراق. قامت فلور أيضًا ببناء خط سكة حديد في أوروبا ومواقع صواريخ في ولاية أريزونا. قدمت الشركة خدمات التعافي من الكوارث في لويزيانا بعد إعصار كاترينا. في عام 2010، قدمت فلور العمال لتنظيف القطران النفطي على الشواطئ في فلوريدا وألاباما بعد تسرب النفط في ديب ووتر هورايزون. في ديسمبر 2012، تم منح فلور عقدًا بقيمة 3.14 مليار دولار لبناء جسر تابان زي جديد فوق نهر هدسون.